# Aptostichus stanfordianus
Espèce
Aptostichus stanfordianus est une espèce d'araignées mygalomorphes de la famille des Euctenizidae.

## Distribution
Cette espèce est endémique de Californie aux États-Unis,. Elle se rencontre dans les comtés de Stanislaus, de Sonoma, de Santa Cruz, de Santa Clara, de San Mateo, de San Francisco, de San Benito, de Napa, de Monterey, de Merced, de Marin, de Fresno, de Contra Costa, de Colusa et d'Alameda.

## Étymologie
Son nom d'espèce lui a été donné en référence au lieu de sa découverte, Stanford.

## Publication originale
- Smith, 1908 : A preliminary study of the Araneae theraphosae of California. Annals of the Entomological Society of America, vol. 1, p. 207-236.